# Verano Negro
Verano Negro es el festival que se celebra anualmente en la ciudad de Chincha, en la región Ica del Perú, en el mes de febrero. Este festival resalta la cultura negra en su conjunto: gastronomía, música, cultura, poesía, danzas y demás manifestaciones culturales; además se celebraba en esos días, el Congreso de Afrodescendientes, en que se discutían temas relacionados con la identidad y desarrollo de la etnia afroperuana. El festival era coorganizado por diversas autoridades chinchanas y auspiciado por el comercio y la industria.
Desde la época del virreinato del Perú, emergen los negros esclavos de servicio en Chincha, cuando la zona pertenecía al corregimiento de Cañete. Estos esclavos provenientes de su original África de castas o naciones terranovas, sucumas, mandingas, cambundas, carabalíes, cangas, chalas, huachiríes, congos, misangas, etc. Trajeron una cultura propia con creencias mágico–religiosas, mezcla de lo sagrado y lo pagano expresando en sus cantos, bailes, danzas y costumbres.
La primera oleada de africanos constituyeron la servidumbre de las casas haciendas en los ingenios azucareros, en el cultivo del algodón, en las construcciones, etc. En este nuevo continente el primer idioma fue el samaracca o expresión congo angoleña, posteriormente  el lenguaje papiamento, combinación de habla negra en Jamaica, predomina. Aparece el "creole" dialecto de la etnia negra de Haití, y la replana del Perú, combinación de varios idiomas africanos mezclados con el español criollo.
En Chincha, el africano puro y sus descendientes fueron catequizados por los dominicos y jesuitas; ya como cristianos y bajo la dura realidad de trabajo, mimetizan sus creencias ancestrales y la articularon con los santos católicos, surge la patrona de los negros, la Virgen del Carmen.
Aglutinados en los galpones de las haciendas, germina la grandeza del "arte negro" de Chincha, sea de San José, San Regis, Larán, Guayabo, Chamorro, Hoja Redonda, Chincha Baja. En el duro trabajo, en la fatiga, en la enfermedad, en la soledad, escribe décimas, panalivios, danzas, landó, el toro mata, conga, etc. Así por más de cuatro centurias el negro chinchano crea para el Perú, atajo de pallitas, de negritos, negros creadores de la décima negra de pie forzado, artistas negros, grandes deportistas.

“[…] la gente trigueña (los andinos), captaron el espíritu de los negros de Chincha […] quienes tienen en sus cuerpos el ritmo y compás innato del arte afro, herencia de generación genética desde África hasta Chincha escuchado por todo el Perú”.
Edwin Loza, historiador#GGC11C

El negro chinchano tuvo destacada presencia en las guerras de la independencia. En sus memorias el general Miller, esboza el retrato de uno de estos negros que llegó a ser su asistente. Se trata de Idelfonso, esclavo de Chincha, quien poseía “[...] todas las cualidades que constituyen un buen soldado” y merecía la admiración de sus compañeros por su “extraordinaria intrepidez”. Enviado disfrazado a Pisco para espiar a los realistas, fue descubierto y perseguido por la caballería enemiga. Se arrojó al mar, gritando a sus perseguidores que “prefería morir mil veces por la causa de la patria, que obedecer otra vez a un español”. Pocos días después dieron testimonio de su actitud algunos de estos soldados que fueron hechos prisioneros. Descubierto el cuerpo de Idelfonso en la costa,  fue enterrado “en medio del más profundo sentimiento de sus compañeros”. “Idelfonso fue el primer héroe de la guerra de la independencia del Perú”. Así escribe Jean Pierre Tardieu en el libro “El decreto de Huancayo”.